# 팔미에

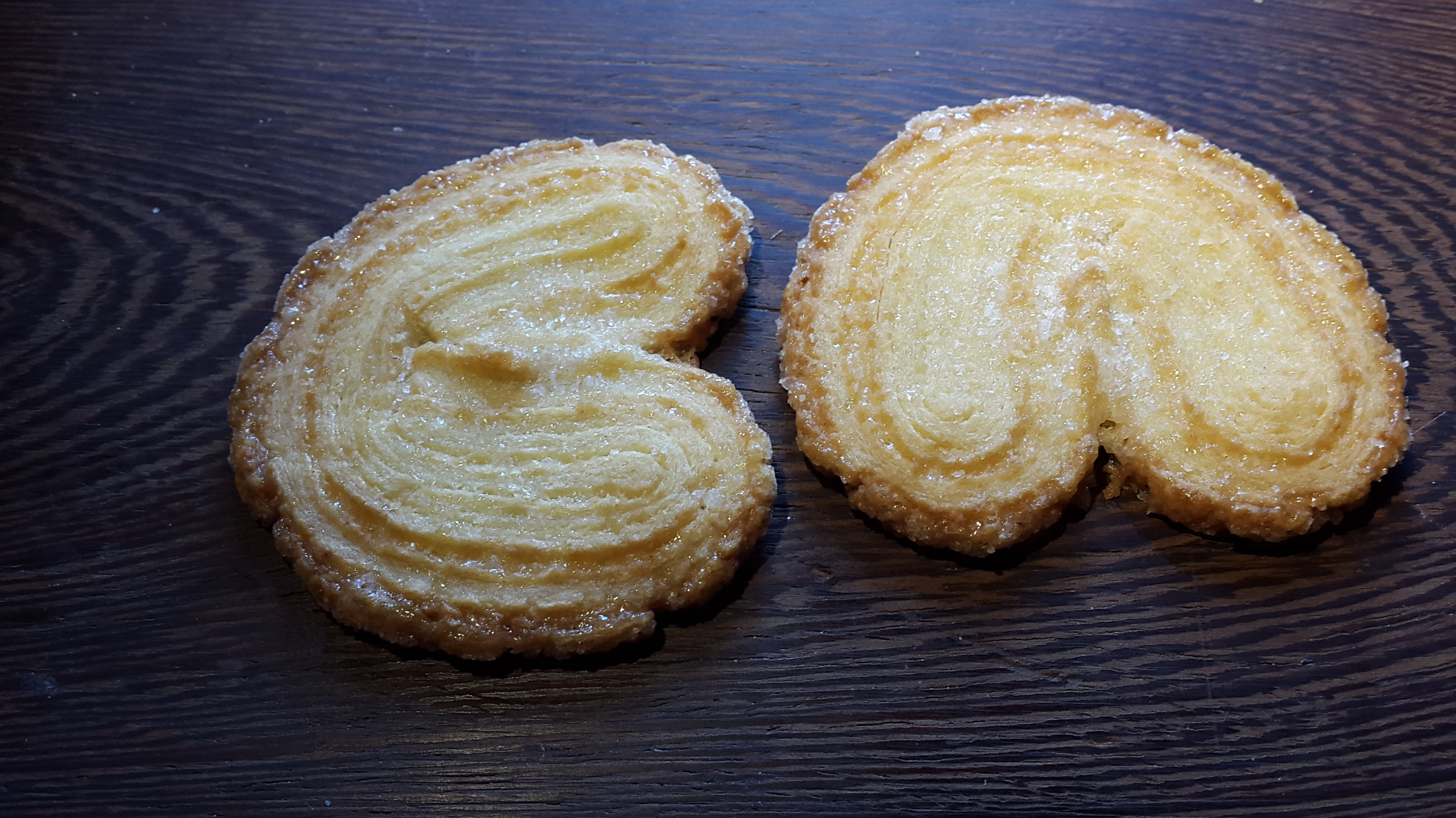
돼지의 귀(Pig's ears)

팔미에(palmier, /ˈpælmieɪ/, 프랑스어로 '종려나무 잎'이라는 뜻의 'feuille de palmier'을 줄인 표현), 돼지 귀(pig's ear), 또는 코끼리 귀(elephant ear)는 종려나무 잎이나 나비 모양으로 생긴 프랑스 페이스트리이다. 20세기 초에 발명되었으며 palm leaves, cœur de France, French hearts, shoe soles, glasses 등의 별명으로도 불렸다.

## 요리법
팔미에는 크루아상에 사용되는 반죽과 유사하지만 효모가 없는 적층 반죽(laminated dough)인 퍼프 페이스트리로 만들어진다. 퍼프 페이스트리를 잘 펴서 설탕을 입힌 다음 양면을 함께 말아서 양면이 가운데에서 만나도록 한다. 그렇게 롤을 만든 다음 약 0.25인치(6mm) 정도 크기로 자르고 오븐에 굽는다. 일반적으로 베이킹 전에 설탕 위에서 굴려준다.

## 변형
스페인에서는 팔메라스(palmeras)라는 이름으로 알려져 있으며 푸에르토리코 버전에서는 꿀을 얹어 먹는다. 멕시코 및 기타 라틴아메리카 국가들에서는 오레하스(orejas, 귀라는 뜻)로 알려져 있다. 중국에서는 나비 페이스트리로 알려져 있다. 그리스에서는 일반적으로 작은 안경(little glasses, γυαλάκια)이라는 이름이 알려져 있다. 독일에서는 돼지 귀(Schweineohren)라고 한다. 이탈리아에서는 프로이센 침략자들의 큰 귀를 조롱하는 의미에서 Prussiane으로, 스위스에서는 Prussiens 또는 cœur de France로 불렀다. 카탈루냐와 발렌시아에서는 ulleres (안경) 또는 palmeras라고 한다. 스페인에서는 palmeras(야자나무)라고 하며 초콜릿을 위에 올려 먹기도 한다. 영국에서는 little heats, sweet heats 등으로 부른다. 파키스탄에서는 프렌치 하트(French hearts)라고 한다. 일본에서는 1965년 이래로 겐지 파이(Genji pie)라고 한다. 인도에서는 코끼리 귀 또는 프렌치 하트라는 이름으로 부른다.
아를레트(arlette)는 계피 맛을 더한 팔미에 비스킷이다.

## 추가 이미지
위키미디어 공용에 팔미에 관련 미디어 분류가 있습니다.